# Chittlehamholt
Chittlehamholt is een civil parish in het bestuurlijke gebied North Devon, in het Engelse graafschap Devon. In 2001 telde het dorp 161 inwoners.